# ハオ君の不思議な旅
『ハオ君の不思議な旅』（ハオくんのふしぎなたび）は、キャリーラボ開発、DOGブランドから発売されたファミリーコンピュータ ディスクシステム用のアクションアドベンチャーゲーム。1987年5月1日に発売された。
北米では『Mystery Quest』のタイトルで発売された。

## ゲーム内容

### 基本操作
コントロールキーはSTARTでゲーム開始あるいはポーズ、ポーズ中にSELECTボタンを押すと現在の持ち物を確認できる。十字キーは左右で移動、下はしゃがんだり樹から飛び降りたり又はワープにも使われる。上は城に入ったり、城内でのドアを開けるのに使われる。Bボタンは魔法による攻撃（特定のアイテムを取ると、十字+Bでダッシュ。上を押しながらBボタンを押すと上斜めに左右交互に攻撃する）、Aボタンはジャンプ（方向とBを組み合わせてその方角にダッシュジャンプも可能）に使用する。

### システム
モンスターや罠に触れるとダメージを受け、ライフが減少する。また、時間がたつと徐々にライフが減り、空になるとゲームオーバーになる。また、ハオ君は元々泳ぎが苦手なため、水が深い場所（底なし）に落ちると死んでしまう（浅い場所でもじわじわダメージを受ける）。なおかつ、地形によってはモンスターのダメージの反動で弾かれて、水場に叩き落されるケースもある。ただでさえ水に落ちやすいフィールドなのに、先へ進むにつれてそうした危険度が増してくる。

### その他
2周目以降
- エンディングの後、マークがついて再スタート（周により異なるマークが追加）。一部の敵のHPがアップする。また、2周目以降の偶数周では、シンボルマークが1周目を含む奇数周と異なる。

## 設定

### ストーリー
魔法使いを目指して修行中にもかかわらず、サボり気味で失敗ばかりしている主人公のハオ君に対し、師匠のウィザーズ先生がとある試練を課した。それは、この世で一番大切なものを探し出すための冒険である。

### ステージ構成
ハオ君の冒険舞台は、フィールドと城に分けられている。フィールドは、地上と地下の二層分で三層構成されている（位置の凡そは画面上のLOCATEで確認できる。1：地上、2：地下1、3:地下2、そしてA〜は左端からの座標）が、特定の場所で上下につながっている。城は各層に２箇所設けられており、それぞれに特殊なアイテムやシンボルが隠されている（特殊アイテムを取らないと次に進めないようになっている）が、それを守るボス（表は主にザコ、裏はボスが主役）が待ち構えている。

### 地形
ブロック
一切壊せないブロックを除き、2回当てると壊せる（または出現させる。この場合、1回の出現では乗ることはできない。）
- 全く壊せないブロック
- 魔法を当てると壊せるブロック（パワーアップしないと壊せないものもある）
- アイテムを使うと壊せるブロック（パワーブーツ、パワーヘルメットを使用）
- 魔法を当てると出現するブロック（2回魔法を当てないと乗る事はできない）

一部のブロックにはアイテムが隠されている（1マスのブロックは横から押すとアイテムが飛び出す）。
特殊ブロック
移動ブロック
魔法の薬を飲まないと動かせないブロック
ジャンプ・ブロック
文字通りのジャンプ台。フィールドと城内では形が違う。
キック・ブロック
当たった面の反対にキーを押すと壁蹴りでジャンプできる。

罠
どくろブロック
じわじわとダメージを受けたり、ダメージをうけて弾かれるもの（消滅）もある。フィールドに出現。
水たまり
泳げないハオ君は、浅い水たまりでもじわじわとダメージを受ける。フィールドに出現。
針ブロック
じわじわとダメージを受ける。城内に出現。
湖
底なしの水域。落ちると死ぬ。SOSの浮き輪を使えば助かる。とあるアイテムで水を干上がらせて下層に行けるようになる。フィールドに出現。
下水道
湖と同じ。城内に出現。

移動・ワープ
穴
フィールドでは、下に水域があると落ちて死ぬが、ない場合は上下の層に移動できる。
木の切り株
上に乗れ、下ボタンを押せば降りられる。たまにアイテムも出現する。一部ワープできる事もある（逆戻りになる事も）。低い切り株は一部のモンスターが飛び乗れる。フィールドの地上にある。
柱
フィールドの地下にあり、木の切り株と同じ。
柱(城内)
たまに横からスライドするとアイテムが出現したり、下ボタンを押すとワープできる。
木の茂み
木の切り株に掛かっている茂み。左右に移動するものもある。
雲
上下左右、斜めに移動し、上に乗れる。
ドア
城内にある。上ボタンで入れる。鍵のマークはキーがないと入れない（使いきり）。
出口
城内にあるが、パワーアップアイテムとシンボルマークを取らないと入る事ができない。フィールドに戻る。

その他
矢印(200点)
フィールドでは、取ると得点になる。死んだ後コンティニューでその近くの矢印から再スタート。城内のは単なる道しるべ。時々1、2、3、Gのマークが見られるが、Gはゴールが間近という印。
草むら、キノコ
前者はフィールドの地上、後者は地下に出現する。ハオ君はそれらに隠れる事になるが、たまに蹴るとアイテムが出現したり、モンスターが隠れていたりする。
ろうそく(100点)
フィールド上にあって、魔法で撃つとアイテムが出現する。
山
上に乗れ、下ボタンで降りられる。たまにアイテムも出現する。
鉢植え(100点)
城内にある。魔法で撃つと得点が入る。ドアに入って画面が切り替わったり、ある程度スクロールさせると復活する。囲いは上に乗る事ができ、上のフロアに移動できる。
浮き板
上に乗れ、下ボタンで降りられる。

### アイテム
パワーアップアイテム
ハオ君の修行のためにウィザーズ先生が至る所にばらまいたアイテム。
巻物(ROLL)
魔法による攻撃ができるようになる。
得点：10,000点
場所：序盤のどこかの草むらに隠されている。
パワーブーツ(BOOTS1)
ジャンプの着地の際、足元の特定のブロックを壊せる。
得点：20,000点
場所：城1
パワーヘルメット(HELMET)　
ジャンプで頭上の特定のブロックを壊せる。
得点：20,000点
場所：城2
ファスターブーツ(BOOTS2)
走る速度が早くなり、遠くにジャンプできる。4マス以上の穴はこれがないと飛び移れない。
得点：30,000点
場所：城3
魔法の薬(MEDICINE)
特定のブロックを動かせるようになる。
得点：30,000点
場所：城4
魔法の杖(STICK)
攻撃力が2倍になる他、巻物では壊せない特定のブロックを壊せる。
得点：40,000点
場所：城5
水晶(CRYSTAL)
攻撃力が4倍になる。
得点：100,000点
場所：フィールドの奥
スーパーマント(MANTLE)
敵から受けるダメージが半減する。
得点：40,000点
場所：城6

バイタリティーアイテム
ダメージを受けたりした時の回復アイテム。
お星さま
初期値の1/8回復。
得点：魔法で撃つと1,000点
場所：フィールドの特定の切り株ないし柱・山の上に乗る。またはろうそくを撃つと出現。
お星さま（顔つき）
初期値の3/8回復。
場所：敵を倒すとたまに出てくる。
お月さま
バイタリティーをすべて回復。
得点：1,000点（柱の上に乗ると出てくるものは撃つと3,000点入る）。
場所：その場に置いてある／ブロックの中に隠されている／特定の柱の上に乗ると出てくる（フィールド）／柱の裏に隠されている（城内）
ハオ君人形
バイタリティーのゲージを1/8増やせる。最大初期値の1/2まで。死ぬと効果が全て失われる。
場所：その場に置いてある／ブロックの中に隠されている／柱の裏に隠されている（城内）

その他のアイテム
鍵
鍵のついた城のドアを開ける事ができる。画面右上にKEYが表示される。1度使うとなくなる。
得点：1,000点
場所：その場に置いてある／ブロックの中に隠されている／城のボスを倒す
SOS
湖や下水道に落ちた時に跳ね上げる。画面右上にSOSが表示される。1度使うとなくなる。ゴムボートの形状をしている。
得点：1,000点
場所：ブロックの中に隠されている(フィールド)
魔法のランプ
30秒弱の間無敵になる。
場所：ブロックの中に隠されている(フィールド)
エメラルドストーン
四角い白いブロックに楕円形のエメラルドが埋め込まれている。取ると今までのスコアが2倍になる。城内もしくはフィールドのどこかで入手できる。
魔法のほうき
そのまま取ると得点になるが、ブロックに入った状態で横から押すと水が干上がる。
得点：10,000点
場所：フィールドまたは場外
魔法の帽子
効力は不明。
得点：10,000点
場所：フィールドまたは場外

シンボルマーク
お金(MONEY)
物欲のシンボル。$マークの袋。偶数周では￥マークの袋。
得点：100,000点
場所：城1
禁煙(HEALTH)
健康のシンボル。禁煙マーク。偶数周では禁酒マーク。
得点：100,000点
場所：城2
本(KNOWLEDGE)
知識のシンボル。偶数周では本をめくった形。
得点：200,000点
場所：城3
ハート(HEART)
精神のシンボル。偶数周では傷心のハートになっている。
得点：200,000点
場所：城4
温泉(FAMILY)
家族のシンボル。偶数周ではカラオケになっている。
得点：300,000点
場所：城5
ピースマーク(PEACE)
平和のシンボル(スマイルマーク)。偶数周では出版業界で使われている類似の微笑んでいるマーク(写植記号BA-90、俗称「ぽげムたマーク」)になっている。
得点：300,000点
場所：城6

## 敵キャラクター
空中アニマル
ブンタン
巣を壊されたミツバチのアニマル。ハオ君をしつこく追いかける。
HP：1
ダメージ：1/8(初期バイタリティーに対してのダメージの割合。以下同様)
スコア：100点
出現地：フィールド(地上のごく一部でしか出現しない)
クルトン
赤トンボのアニマル。8の字を描いて動く。
HP：1(体当たりでも死ぬ)
ダメージ：1/8
スコア：100点
出現地：フィールド
バタコー
コウモリのアニマル。波状に飛ぶ。
HP：1(体当たりでも死ぬ)
ダメージ：1/8
スコア：100点
出現地：フィールド

地上アニマル
サソリン
サソリが巨大化したアニマル。魔法を撃つとジャンプし、低い切り株では飛び移れる。
HP:2(2周目以降は耐久力が高くなる)
ダメージ：1/8(頭の上には乗ってもダメージを受けない)
スコア：200点
出現地：フィールド、城内。出現回数が最も多い敵。
ニョロ
毒ヘビのアニマル。高速で移動。ハオ君が反対方向にいると引き返してくる。
HP:2(上から踏んでも殺せる)
ダメージ：1/8
スコア：200点
出現地：フィールド、城内。出現回数が２番目に多い敵。
チクチク
針ネズミのアニマル。高速で移動するが、ニョロと違って引き返してくる事はない。草むらやキノコに身を潜めている。
HP:3(2周目以降は耐久力が高くなる)
ダメージ：1/8
スコア：300点
出現地：フィールド
ムクムク
モグラのアニマル。不意に地面から顔を出す。
HP:4(2周目以降は耐久力が高くなる)
ダメージ：1/8
スコア：400点
出現地：フィールド

モンスター
カンガルマウス
カンガルーとネズミの結合種。前後に移動
HP:10
武器：魔法で壊せる
ダメージ：1/8
スコア：1,000点
出現地：城1裏面
ビートル
カブトムシが巨大化したもの。前後に移動
HP:10
武器：魔法で壊せる
ダメージ：1/8
スコア：1,000点
出現地：城2裏面
キリキリ
カマキリが巨大化したもの。飛び跳ねる
HP:10
武器：魔法で壊せない
ダメージ：1/8
スコア：1,000点
出現地：城3裏面
メル
カタツムリが巨大化したもの。攻撃を受けると上下段に逃げる。
HP:10
武器：魔法で壊せない
ダメージ：1/8
スコア：1,000点
出現地：城4裏面
ドラゴン
伝説のモンスター。円運動で動く。
HP:20
武器：魔法で壊せない
ダメージ：1/8
スコア：1,000点
出現地：城5裏面
鳥人
人類が地上に君臨する以前に地上を跋扈していた生物。前後左右に移動。
HP:40
武器：魔法で壊せる
ダメージ：1/8
スコア：1,000点
出現地：城6裏面

## スタッフ
- ストーリー：HaHi（長谷川浩）、Onsen（草津きよし）
- タイトル：Noa、Onsen（草津きよし）、Nishi
- 音楽：Pina（平野洋一郎）、Onsen（草津きよし）、カズミ
- プログラム：HaHi（長谷川浩）、Onsen（草津きよし）

## 評価
- ゲーム誌『ファミコン通信』のクロスレビューでは、4・7・8・6の合計25点（満40点）となっている[5] [2]。レビュアーの意見としては、「特徴がないなあ、というのが第一印象」などと評されている[5]。

- ゲーム誌『ファミリーコンピュータMagazine』の読者投票による「ゲーム通信簿」での評価は以下の通りとなっており、15.12点（満25点）となっている[3]。また、同雑誌1991年5月24日号特別付録の「ファミコンディスクカード オールカタログ」では、「ゲームシステムはスーパーマリオタイプ。違いは進行方向が左になることがあることと、弾を撃てること、それにパワーアップしたらその効力は死んでも失われないことだ」と紹介されている[3]。

| 項目 | キャラクタ | 音楽 | 操作性 | 熱中度 | お買得度 | オリジナリティ | 総合  |
| 得点 | 3.27       | 2.98 | 3.07   | 2.97   | -        | 2.83           | 15.12 |

- ゲーム誌『ユーゲー』では、「メリハリのないBGMに緊張感のない地形、おまけに歩けど歩けど終わりの見えない広大なフィールドが、徐々にプレイヤーの精神を蝕んでいく。発狂寸前でようやくお城にたどり着いても、内部はさらに単調だったりするから油断は禁物だ」と評している[4]。